# Matilde de la Torre
Matilde de la Torre Gutiérrez (Cabezón de la Sal, 14 de marzo de 1884-Ciudad de México, 19 de marzo de 1946) fue una periodista, escritora, pedagoga y política socialista española, impulsora de las Casas Campesinas en Cantabria.

## Biografía
Hija de Eduardo de la Torre y Ana Gutiérrez Cueto, perteneció a una familia hidalga de tradición liberal y clase media. Su padre era notario de Cabezón de la Sal. Su abuelo fundó el periódico La Abeja Montañesa en 1856, y su tío Enrique El Atlántico, en 1886. Además, era prima-hermana de la pintora santanderina María Blanchard.
Heredera, por tanto, de la afición por la escritura, se estrenó en el mundo de la literatura con la publicación, en 1917, de su primera obra, homónima de una pintura de María Blanchard, Jardín de damas curiosas, se trata de una novela epistolario sobre feminismo. A partir de entonces, comenzó a escribir diversos ensayos, entre los que destacan Don Quijote, rey de España (1928) o El Ágora (1930), en los que elogiaba el régimen político de la Restauración, la corriente del regeneracionismo, y autores como Ortega y Gasset.
En los años veinte, Matilde de la Torre fundó la Academia Torre en Cabezón de la Sal, en la que comenzó a emplear los principios de la Institución Libre de Enseñanza de educación integral. En ella trabajó su prima Consuelo Berges, recién titulada en magisterio. En 1924 fundó las Voces Cántabras, un coro de canto y danzas populares de Cantabria. En ella, desempeñó una importante labor de recopilación y recuperación de tradicionales danzas y canciones de Cantabria, como la danza de Ibio o El romance del Conde Lara. Llegó a participar en el festival folclórico de la English Folk Dance en 1932.
Con el fin de la dictadura de Primo de Rivera, se afilió al Partido Socialista Obrero Español (PSOE) en 1931. En las elecciones de 1933 y 1936 fue elegida diputada a Cortes con el PSOE por la circunscripción de Oviedo, siendo una de las cinco únicas diputadas. Periodísticamente, alcanzó la cima de su producción, con colaboraciones en El Socialista y La Región. También de esta época es la novela El banquete de Saturno (1931).
En la guerra civil ocupó la dirección general de Comercio y Política Arancelaria en los gobiernos de Largo Caballero hasta marzo de 1937.
La derrota del bando republicano en la guerra civil española le obligó a exiliarse a Francia. Allí publicó, en 1940, Mares en la sombra, en la que relata su dramática visión de la guerra en Asturias. También colaboró en Norte, la revista editada por Julián Zugazagoitia que servía de órgano de expresión a los negrinistas.
En la primavera de ese mismo año se embarcó en el barco Cuba con destino a México desde Burdeos. Ese viaje fue novelado por la escritora y periodista Cecilia G. de Guilarte en su libro Un barco cargado de... En él De la Torre aparece como una mujer de salud delicada pero con voluntad de hierro.
El 19 de marzo de 1946 falleció siendo enterrada en el panteón español. Perteneciente a la facción negrinista del PSOE, fue expulsada del partido en abril de 1946 junto otros partidarios de Juan Negrín pertenecientes al Círculo Jaime Vera de México. En el XXXVII congreso del PSOE, celebrado en julio de 2008, fue readmitida simbólica y póstumamente en la disciplina del partido junto a otros 36 militantes, encabezados por Negrín. El acto de la entrega de carnés se celebró el 24 de octubre de 2009 en la sede central del PSOE en Madrid.

## Obras
Matilde la Torre publicó en la prensa desde muy joven hasta sus últimos días. A continuación se indican los libros publicados por ella o a título póstumo:
```
Jardín de damas curiosas
 (1917)

Don Quijote, rey de España
 (1928)

El Ágora
 (1930)

El banquete de Saturno
 (1931)

Mares en las sombra. Estampas de Asturias
 (1940)

La Montaña en Inglaterra
 (1979)

Las Cortes republicanas durante la Guerra Civil. Madrid 1936, Valencia 1937 y Barcelona 1938
 (2015)
```